# Ставница
Ставница (укр. Ставниця) — село в Хмельницком районе (до 2020 года - Летичевском) Хмельницкой области Украины. Расположено на левом берегу реки Бужок, при впадении её в реку Южный Буг.
Население по переписи 2001 года составляло 1121 человек. Занимает площадь 2,918 км². 
Родина знаменитого советского и российского экстрасенса А. М. Кашпировского.

## Достопримечательности
- Свято-Дмитровский храм[1]
- Братская могила воинов, погибших при освобождении села и памятный знак погибшим односельчанам (в центре села)[2]

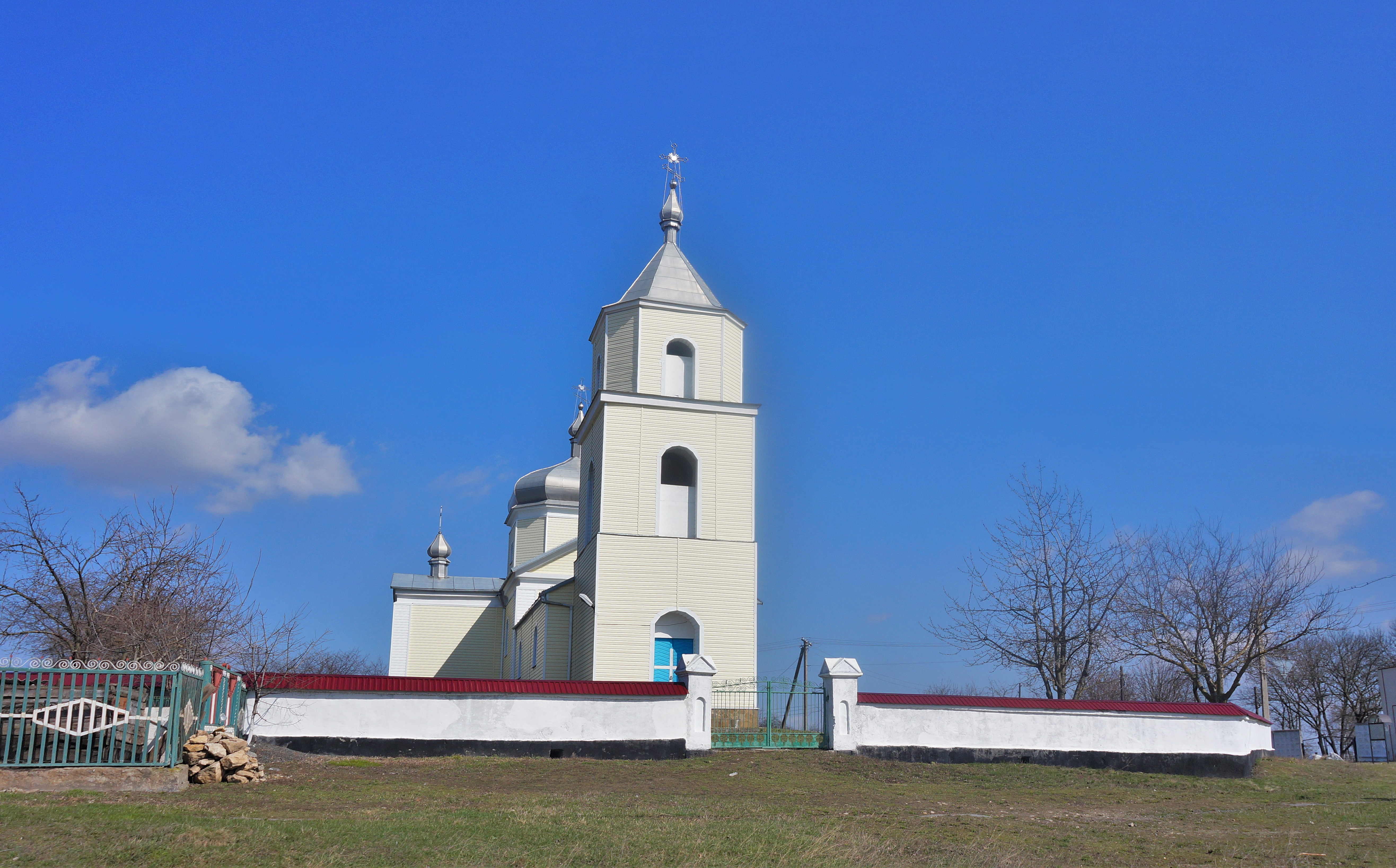
Церковь
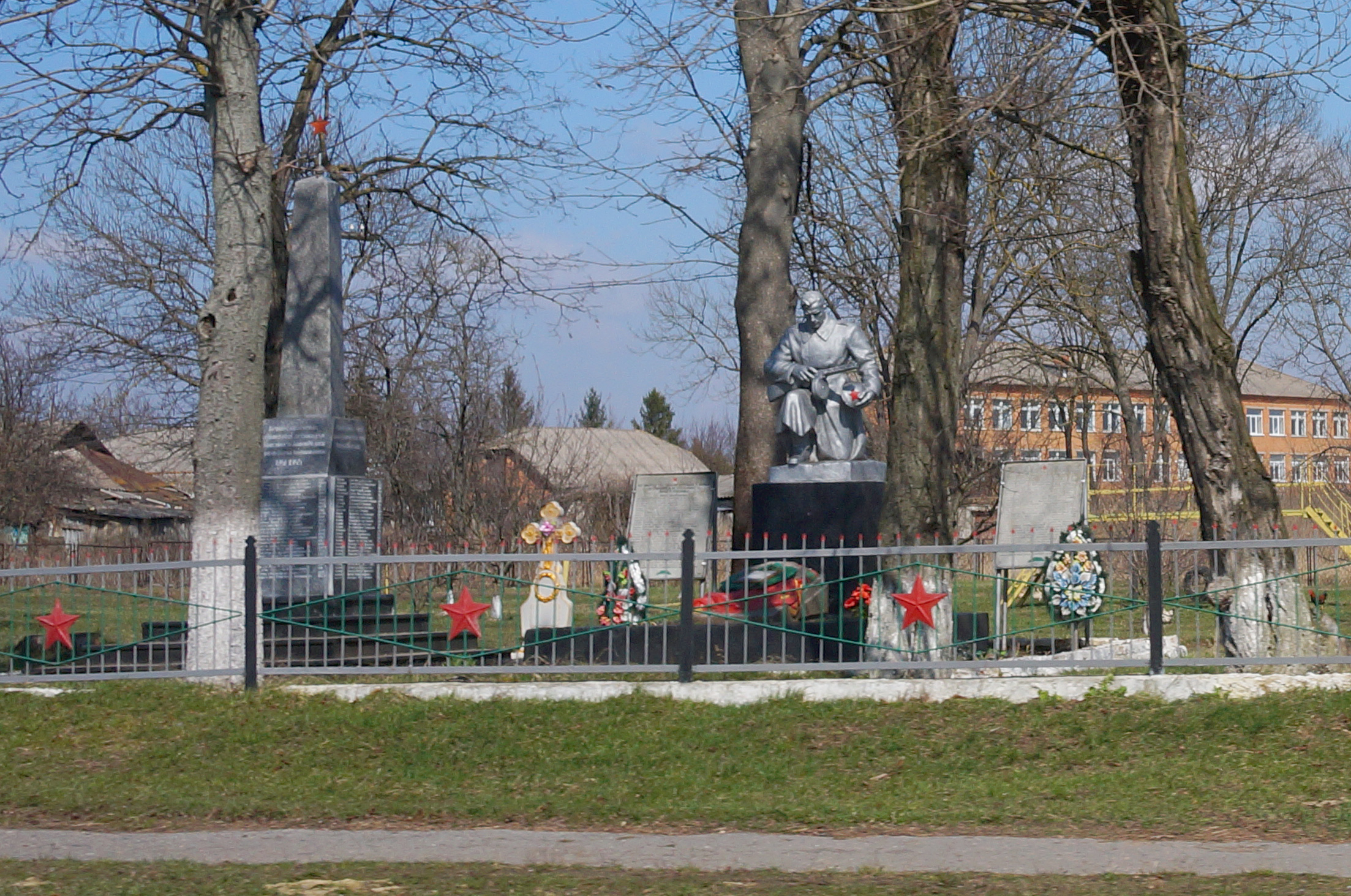
Памятник

## Местный совет
31530, Хмельницкая обл., Летичевский р-н, пгт Меджибож, ул. Пушкина, 5